# Campionati italiani di duathlon del 2002
I Campionati italiani di duathlon del 2002 sono stati organizzati dalla Federazione Italiana Triathlon e si sono tenuti a Rimini in Emilia-Romagna, in data 28 settembre 2002.
Tra gli uomini ha vinto Alessandro Alessandri (T.D. Rimini), mentre la gara femminile è andata ad Arianna Morosin (Silca Ultralite).

## Risultati

### Élite uomini
| Pos. | Atleta                | Società sportiva         | Corsa    | Bici     | Corsa    | Totale   |
| ---- | --------------------- | ------------------------ | -------- | -------- | -------- | -------- |
|      | Alessandro Alessandri | T.D. Rimini              | 00:29:03 | 01:04:01 | 00:16:03 | 01:49:07 |
|      | Daniele Fiumara       | CUS Parma CSL            | 00:30:16 | 01:04:01 | 00:16:42 | 01:50:59 |
|      | Corrado Armuzzi       | T.D. Rimini              | 00:30:05 | 01:04:13 | 00:17:08 | 01:51:26 |
| 4    | Luca Barzaghi         | Triathlon Team Brianza   | 00:29:03 | 01:07:24 | 00:16:17 | 01:52:44 |
| 5    | Ugo Moroni            | T.D. Rimini              | 00:30:24 | 01:06:58 | 00:16:18 | 01:53:40 |
| 6    | Fabio Terzoni         | CUS Parma CSL            | 00:29:58 | 01:06:30 | 00:17:26 | 01:53:54 |
| 7    | Piergiorgio Conti     | T.D. Rimini              | 00:30:17 | 01:07:02 | 00:16:40 | 01:53:59 |
| 8    | Massimo Torsani       | T.D. Rimini              | 00:30:46 | 01:05:40 | 00:17:36 | 01:54:02 |
| 9    | Orazio Bottura        | Triathlon Team Brianza   | 00:29:57 | 01:07:22 | 00:17:22 | 01:54:41 |
| 10   | Cristiano Sgrazzutti  | Udine Triathlon          | 00:31:00 | 01:06:21 | 00:18:19 | 01:55:40 |
| 11   | Rene Eckart           | Tc-Union Graz            | 00:30:51 | 01:06:28 | 00:18:34 | 01:55:53 |
| 12   | Giovanni Bonelli      | Athletic Team Lario      | 00:31:40 | 01:08:32 | 00:17:25 | 01:57:37 |
| 13   | Claudio Comastri      | Edera Triathlon Forlì    | 00:32:06 | 01:08:05 | 00:17:53 | 01:58:04 |
| 14   | Mauro Griggio         | Triathlon Team Brianza   | 00:31:33 | 01:08:36 | 00:18:42 | 01:58:51 |
| 15   | Paolo Sassetti        | Happidea Triathlon       | 00:32:39 | 01:09:15 | 00:17:27 | 01:59:21 |
| 16   | Marco Verardo         | Marche Ms                | 00:32:37 | 01:09:25 | 00:17:28 | 01:59:30 |
| 17   | Fabio Semprini        | T.D. Rimini              | 00:32:58 | 01:09:08 | 00:17:25 | 01:59:31 |
| 18   | Juri Sisti            | Libertas Triathlon Terni | 00:32:47 | 01:09:12 | 00:17:34 | 01:59:33 |
| 19   | Daniel Antonioli      | Forze Armate Triathlon   | 00:31:14 | 01:10:48 | 00:17:33 | 01:59:35 |
| 20   | Giovanni Bisognani    | Golden Ti Rimini         | 00:32:41 | 01:09:22 | 00:17:41 | 01:59:44 |

### Élite donne
| Pos. | Atleta              | Società sportiva         | Corsa    | Bici     | Corsa    | Totale   |
| ---- | ------------------- | ------------------------ | -------- | -------- | -------- | -------- |
|      | Arianna Morosin     | Silca Ultralite          | 00:33:57 | 01:13:32 | 00:18:25 | 02:05:54 |
|      | Stefania Bonazzi    | Ferrara Triathlon Club   | 00:36:23 | 01:11:06 | 00:19:07 | 02:06:36 |
|      | Lisa Desiderà       | Silca Ultralite          | 00:37:14 | 01:10:18 | 00:20:48 | 02:08:20 |
| 4    | Romina Ridolfi      | CUS Parma CSL            | 00:33:56 | 01:18:32 | 00:18:33 | 02:11:01 |
| 5    | Laura Manzecchi     | Edera Triathlon Forlì    | 00:37:08 | 01:15:19 | 00:20:14 | 02:12:41 |
| 6    | Cinzia Arduzzoni    | CUS Parma CSL            | 00:37:00 | 01:15:26 | 00:20:38 | 02:13:04 |
| 7    | Cristiana Barchiesi | Ironlario Triathlon Club | 00:37:22 | 01:18:38 | 00:20:33 | 02:16:33 |
| 8    | Giorgia Del Nevo    | CUS Parma CSL            | 00:37:12 | 01:18:49 | 00:20:49 | 02:16:50 |
| 9    | Patrizia Dorsi      | Pro Piacenza Team        | 00:41:46 | 01:16:03 | 00:23:20 | 02:21:09 |
| 10   | Antonella Gozzi     | Gabbi                    | 00:40:54 | 01:16:58 | 00:23:51 | 02:21:43 |
| 11   | Cristina Bertolini  | Beriv                    | 00:44:33 | 01:21:18 | 00:24:58 | 02:30:49 |
| 12   | Luisella Iabichella | Road Runners Club Milano | 00:45:16 | 01:20:36 | 00:24:59 | 02:30:51 |
| 13   | Raffaella Preatoni  | Fri Team                 | 00:39:51 | 01:30:18 | 00:23:56 | 02:34:05 |
| 14   | Laura Zanini        | Tri DLF Nuoto VR         | 00:45:15 | 01:34:15 | 00:24:49 | 02:44:19 |